# 102
.
102. је била проста година.

## Догађаји
- Луције Јулије Урс Сервијан и Луције Лициније Сура постају римски конзули.
- Цар Трајан се враћа у Рим након успешног похода на Дакију, којим поново успоставља јасан римски суверенитет над краљем Децебалом.
- Трајан дели Панонију на две провинције, негде између 102. и 107. године.
- Лука Портус је проширена.
- Предузима се планирање и снимање за луку Остија.